# VOICE 199X
『VOICE 199X』（ヴォイス・イチキューキューバツ）は、青木隆治によるカバーアルバム。2012年7月18日発売。発売元はバップ。

## 解説
90年代のヒット曲のカバーを収録。
次作の『扉』以降の音楽活動は「フェイス」名義で行う為、2012年時点で青木隆治名義でのリリースは最後となる。

## 収録曲
1. LA・LA・LA LOVE SONG（久保田利伸 with ナオミ・キャンベル、1996年）
作詞・作曲：久保田利伸
2. ロマンスの神様（広瀬香美、1993年）
作詞・作曲：広瀬香美
3. ラブ・ストーリーは突然に（小田和正、1991年）
作詞・作曲：小田和正
4. 未来予想図（DREAMS COME TRUE、1991年）
作詞・作曲：吉田美和
5. 歌うたいのバラッド（斉藤和義、1997年）
作詞・作曲：斉藤和義
6. そばかす（JUDY AND MARY、1996年）
作詞：YUKI、作曲：恩田快人
7. ガラスのメモリーズ（TUBE、1992年）
作詞：前田亘輝、作曲：春畑道哉
8. 最後の雨（中西保志、1992年）
作詞：夏目純、作曲：都志見隆
9. サイレント・イヴ（辛島美登里、1990年）
作詞・作曲：辛島美登里
10. もう涙はいらない（鈴木雅之、1992年）
作詞：西尾佐栄子、作曲：中崎英也
11. PIECE OF MY WISH（今井美樹、1991年）
作詞：岩里祐穂、作曲：上田知華
12. 田園（玉置浩二、1996年）
作詞：玉置浩二・須藤晃、作曲：玉置浩二
13. どんなときも。（槇原敬之、1991年）
作詞・作曲：槇原敬之
14. あなた（L'Arc〜en〜Ciel、1998年）（BONUS TRACK）
作詞：hyde、作曲：tetsu